# Bertrand (circonscription provinciale)
Pour les articles homonymes, voir Bertrand.
Ne doit pas être confondu avec Bertrand (ancienne circonscription).
Circonscription électorale provinciale du Canada
Bertrand est une circonscription électorale provinciale québécoise. Elle a été nommée en l'honneur de l'ancien premier ministre Jean-Jacques Bertrand. 

## Historique
La deuxième circonscription de Bertrand a été créé en 1994 à la suite d'un remaniement avec des parties de Labelle, Prévost et de Rousseau. Une autre circonscription provinciale appelée Bertrand a en effet existé entre 1980 et 1994.
En 2011, la circonscription de Bertrand a été modifiée pour y ajouter la ville de Prévost (Québec) et en retrancher les municipalités de Saint-Hippolyte et Chertsey. En 2017 les limites de la circonscription ont de nouveau été modifiées ; les villes de Prévost et Saint-Sauveur ainsi que les municipalités de Sainte-Anne-des-Lacs et Piedmont ont été attribuées à la nouvelle circonscription de Prévost, tandis que Chertsey et Rawdon ont été rattachés à Bertrand. Ce nouveau découpage sera en vigueur à l'élection générale de 2018.

## Territoire et limites
La circonscription de Bertrand est situé dans la région des Laurentides et de Lanaudière. Elle s'étend sur 1 995,2 km2. Elle comprend les dix-huit municipalités suivantes :
- Chertsey
- Doncaster (réserve indienne)
- Entrelacs
- Estérel
- Ivry-sur-le-Lac
- Lac-des-Dix-Milles (territoire non-organisé)
- Lantier
- Notre-Dame-de-la-Merci
- Rawdon
- Sainte-Adèle
- Sainte-Agathe-des-Monts
- Sainte-Anne-des-Lacs
- Saint-Donat
- Sainte-Lucie-des-Laurentides
- Sainte-Marguerite-du-Lac-Masson
- Val-David
- Val-des-Lacs
- Val-Morin

## Liste des députés
| Législature                                        | Années       | Député                  | Député           | Parti            |
| -------------------------------------------------- | ------------ | ----------------------- | ---------------- | ---------------- |
| Bertrand Créée depuis Labelle, Prévost et Rousseau |              |                         |                  |                  |
| 35e                                                | 1994–1996    |                         | Robert Thérien   | Libéral          |
| 35e                                                | 1996–1997    |                         | Robert Thérien   | Indépendant      |
| 35e                                                | 1997–1998    |                         | Denis Chalifoux  | Libéral          |
| 36e                                                | 1998–2003    |                         | Claude Cousineau | Parti québécois  |
| 37e                                                | 2003–2007    |                         | Claude Cousineau | Parti québécois  |
| 38e                                                | 2007–2008    |                         | Claude Cousineau | Parti québécois  |
| 39e                                                | 2008–2012    |                         | Claude Cousineau | Parti québécois  |
| 40e                                                | 2012–2014    |                         | Claude Cousineau | Parti québécois  |
| 41e                                                | 2014–2018    |                         | Claude Cousineau | Parti québécois  |
| 42e                                                | 2018–2022    |                         | Nadine Girault   | Coalition avenir |
| 43e                                                | 2022–présent | France-Élaine Duranceau |                  | Coalition avenir |

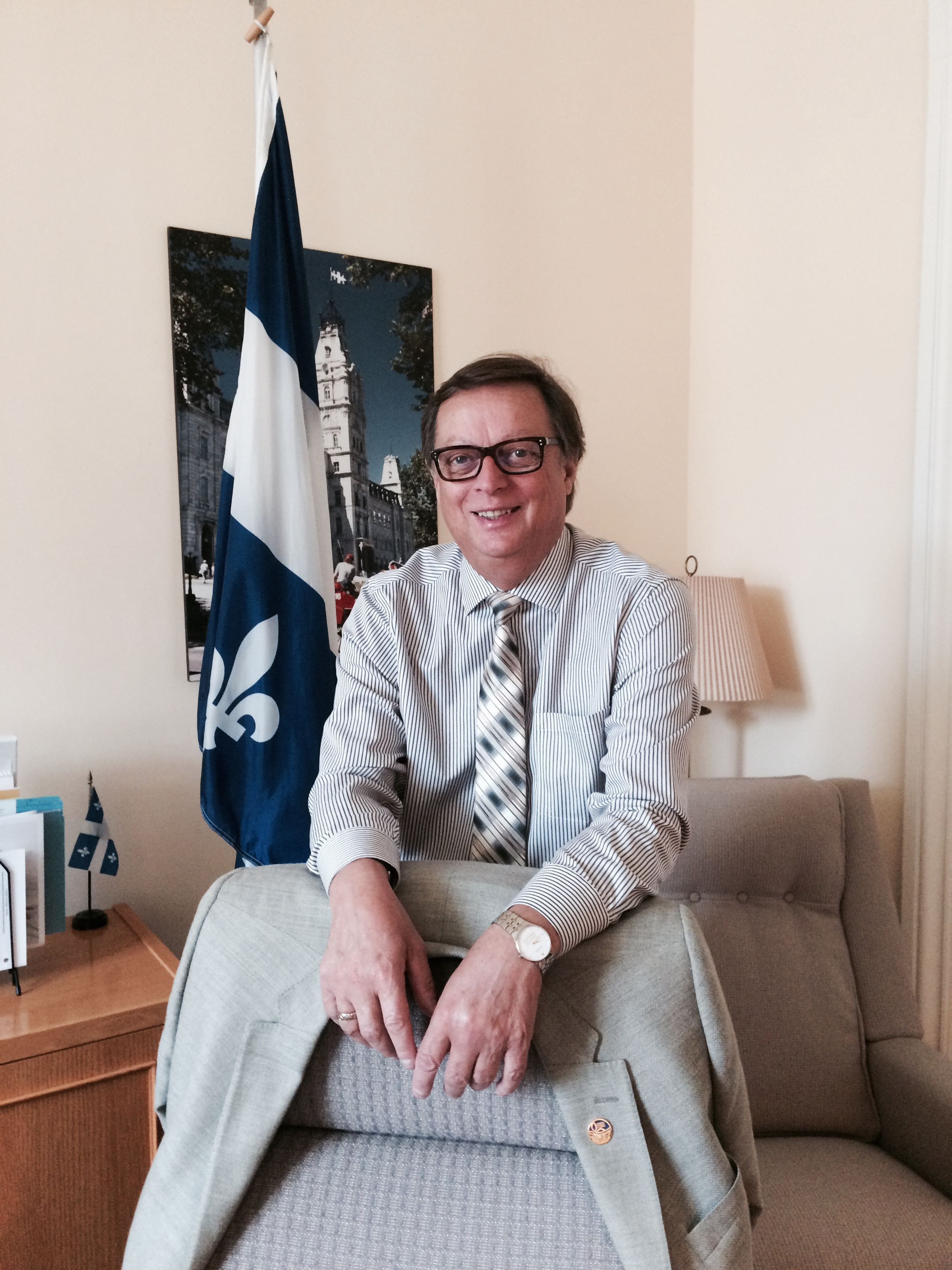
Claude Cousineau est député de Bertrand de 1998 à 2018 pour le Parti québécois.

## Résultats électoraux
| |
| - Parti libéral - Parti québécois - Action démocratique (ancien) - Québec solidaire - Coalition avenir - Parti conservateur |

### Résultats détaillés
|                                                                                               | Nom                     | Parti            | Nombre de voix | %      | Maj.  |
| --------------------------------------------------------------------------------------------- | ----------------------- | ---------------- | -------------- | ------ | ----- |
|                                                                                               | France-Élaine Duranceau | Coalition avenir | 15 927         | 45,3 % | 8 668 |
|                                                                                               | Guillaume Freire        | Parti québécois  | 7 259          | 20,6 % | -     |
|                                                                                               | Julie Francoeur         | Québec solidaire | 5 682          | 16,1 % | -     |
|                                                                                               | Philippe Meloni         | Conservateur     | 3 444          | 9,8 %  | -     |
|                                                                                               | André Nadeau            | Libéral          | 2 115          | 6 %    | -     |
|                                                                                               | Karine Steinberger      | Vert             | 448            | 1,3 %  | -     |
|                                                                                               | Marie-Eve Ouellette     | Parti humain     | 162            | 0,5 %  | -     |
|                                                                                               | Samuel Fortin           | Climat Québec    | 151            | 0,4 %  | -     |
| Total                                                                                         | Total                   | Total            | 35 188         | 100 %  |       |
| Le taux de participation lors de l'élection était de 64,8 % et 448 bulletins ont été rejetés. |                         |                  |                |        |       |

|                                                                                               | Nom                | Parti               | Nombre de voix | %      | Maj.  |
| --------------------------------------------------------------------------------------------- | ------------------ | ------------------- | -------------- | ------ | ----- |
|                                                                                               | Nadine Girault     | Coalition avenir    | 13 867         | 41,5 % | 6 052 |
|                                                                                               | Gilbert Lafrenière | Parti québécois     | 7 815          | 23,4 % | -     |
|                                                                                               | Mylène Jaccoud     | Québec solidaire    | 6 047          | 18,1 % | -     |
|                                                                                               | Diane de Passillé  | Libéral             | 4 471          | 13,4 % | -     |
|                                                                                               | Natacha Alarie     | Vert                | 613            | 1,8 %  | -     |
|                                                                                               | Kathy Laframboise  | Conservateur        | 261            | 0,8 %  | -     |
|                                                                                               | Benoît Pigeon      | Citoyens au pouvoir | 197            | 0,6 %  | -     |
|                                                                                               | Benoit Martin      | Parti libre         | 107            | 0,3 %  | -     |
| Total                                                                                         | Total              | Total               | 33 378         | 100 %  |       |
| Le taux de participation lors de l'élection était de 67,6 % et 530 bulletins ont été rejetés. |                    |                     |                |        |       |

|                                                                                               | Nom              | Parti            | Nombre de voix | %      | Maj.  |
| --------------------------------------------------------------------------------------------- | ---------------- | ---------------- | -------------- | ------ | ----- |
|                                                                                               | Claude Cousineau | Parti québécois  | 15 232         | 37,3 % | 4 247 |
|                                                                                               | Robert Milot     | Coalition avenir | 10 985         | 26,9 % | -     |
|                                                                                               | Isabelle Leblond | Libéral          | 10 892         | 26,7 % | -     |
|                                                                                               | Lucie Mayer      | Québec solidaire | 3 070          | 7,5 %  | -     |
|                                                                                               | Patrick Dubé     | Parti nul        | 305            | 0,7 %  | -     |
|                                                                                               | Diane Massicotte | Option nationale | 199            | 0,5 %  | -     |
|                                                                                               | Mario Roy        | Indépendant      | 111            | 0,3 %  | -     |
| Total                                                                                         | Total            | Total            | 40 794         | 100 %  |       |
| Le taux de participation lors de l'élection était de 71,1 % et 559 bulletins ont été rejetés. |                  |                  |                |        |       |

|                                                                                               | Nom                        | Parti                  | Nombre de voix | %      | Maj.  |
| --------------------------------------------------------------------------------------------- | -------------------------- | ---------------------- | -------------- | ------ | ----- |
|                                                                                               | Claude Cousineau (sortant) | Parti québécois        | 18 305         | 41,7 % | 4 300 |
|                                                                                               | Jean-Marc Lacoste          | Coalition avenir       | 14 005         | 31,9 % | -     |
|                                                                                               | Yannick Ouellette          | Libéral                | 7 602          | 17,3 % | -     |
|                                                                                               | Lise Boivin                | Québec solidaire       | 2 351          | 5,4 %  | -     |
|                                                                                               | Samuelle Ducrocq-Henry     | Option nationale       | 744            | 1,7 %  | -     |
|                                                                                               | Marc St-Germain            | Vert                   | 682            | 1,6 %  | -     |
|                                                                                               | Patrick Dubé               | Coalition constituante | 222            | 0,5 %  | -     |
| Total                                                                                         | Total                      | Total                  | 43 911         | 100 %  |       |
| Le taux de participation lors de l'élection était de 77,7 % et 394 bulletins ont été rejetés. |                            |                        |                |        |       |

|                                                                                             | Nom                        | Parti               | Nombre de voix | %      | Maj.  |
| ------------------------------------------------------------------------------------------- | -------------------------- | ------------------- | -------------- | ------ | ----- |
|                                                                                             | Claude Cousineau (sortant) | Parti québécois     | 15 263         | 49,1 % | 4 636 |
|                                                                                             | Isabelle Lord              | Libéral             | 10 627         | 34,2 % | -     |
|                                                                                             | Diane Bellemare            | Action démocratique | 3 496          | 11,3 % | -     |
|                                                                                             | Mylène Jaccoud             | Québec solidaire    | 851            | 2,7 %  | -     |
|                                                                                             | Michelle Déry              | Vert                | 834            | 2,7 %  | -     |
| Total                                                                                       | Total                      | Total               | 31 071         | 100 %  |       |
| Le taux de participation lors de l'élection était de 58 % et 423 bulletins ont été rejetés. |                            |                     |                |        |       |

|                                                                                               | Nom                        | Parti               | Nombre de voix | %      | Maj.  |
| --------------------------------------------------------------------------------------------- | -------------------------- | ------------------- | -------------- | ------ | ----- |
|                                                                                               | Claude Cousineau (sortant) | Parti québécois     | 13 672         | 37 %   | 2 484 |
|                                                                                               | Sylvain Charron            | Action démocratique | 11 188         | 30,3 % | -     |
|                                                                                               | Daniel Desjardins          | Libéral             | 9 082          | 24,6 % | -     |
|                                                                                               | Richard Savignac           | Vert                | 1 766          | 4,8 %  | -     |
|                                                                                               | Jocelyne Lavoie            | Québec solidaire    | 1 228          | 3,3 %  | -     |
| Total                                                                                         | Total                      | Total               | 36 936         | 100 %  |       |
| Le taux de participation lors de l'élection était de 71,1 % et 292 bulletins ont été rejetés. |                            |                     |                |        |       |

|                                                                                               | Nom                        | Parti                 | Nombre de voix | %      | Maj.  |
| --------------------------------------------------------------------------------------------- | -------------------------- | --------------------- | -------------- | ------ | ----- |
|                                                                                               | Claude Cousineau (sortant) | Parti québécois       | 14 704         | 43,3 % | 1 202 |
|                                                                                               | Michelle Montpetit         | Libéral               | 13 502         | 39,8 % | -     |
|                                                                                               | Danielle Tremblay          | Action démocratique   | 4 834          | 14,2 % | -     |
|                                                                                               | Richard Savignac           | Vert                  | 664            | 2 %    | -     |
|                                                                                               | Serge Haroun               | Démocratie chrétienne | 190            | 0,6 %  | -     |
|                                                                                               | David Rovins               | Indépendant           | 41             | 0,1 %  | -     |
| Total                                                                                         | Total                      | Total                 | 33 935         | 100 %  |       |
| Le taux de participation lors de l'élection était de 70,4 % et 349 bulletins ont été rejetés. |                            |                       |                |        |       |

## Référendums
|  | Référendum         | % du OUI | % du NON | Taux de participation |
|  | Référendum de 1995 | 53,77 %  | 46,23 %  | 92,9 %                |